# Pablo Vegetti
Pablo Ezequiel Vegetti Pfaffen (Santo Domingo, 15 ottobre 1988) è un calciatore argentino, attaccante del Vasco da Gama.

## Caratteristiche tecniche
È una prima punta, con un grande fiuto per il gol.

## Palmarès

### Club

#### Competizioni nazionali
- Primera B Metropolitana: 1

Villa San Carlos: 2012-2013
- Primera B Nacional: 1

Belgrano: 2022

### Individuale
- Capocannoniere della Primera B Nacional: 2

2018-2019 (15 reti), 2022 (17 reti)
- Capocannoniere del Campionato Carioca: 1

2025 (6 reti)